# Monte Conero
De Monte Conero is een berg of landtong aan de Adriatische Zee in de uitlopers van de Apennijnen, in Marche. Italië bij de stad Ancona. Ten noordwesten van de Monte Conero ligt Portonovo.
De berg (572 m) is de tweede verhoging in de kust tussen Venetië en de Gargano.
De naam komt van het Griekse Komaròs voor de aardbeienboom die op de berg groeit. Sinds 1987 is de berg als Natuurpark beschermd.